# Формула-1 — Гран-прі Монако 1950
Гран-прі Монако 1950 (офіційно — Prix de Monte-Carlo et XIe Grand Prix Automobile) — автоперегони чемпіонату світу з Формули-1, які відбулися 21 травня 1950 року. Гонка була проведена на Міській трасі Монте-Карло у Монако. Це другий етап чемпіонату світу і одинадцяте Гран-прі Монако, а також друге гран-прі Формули-1 в історії.   
Переможцем гонки став аргентинець Хуан-Мануель Фанхіо (Альфа-Ромео). Друге місце посів Альберто Аскарі (Феррарі), а третє — Луї Широн (Мазераті).
Чинним переможцем гонки був Джузеппе Фаріна, який у 1948 році виступав за команду Мазераті.

## Положення у чемпіонаті перед гонкою
| Місце    | Пілот           | Очки |
| -------- | --------------- | ---- |
| 1        | Джузеппе Фаріна | 9    |
| 2        | Луїджі Фаджолі  | 6    |
| 3        | Редж Пернелл    | 4    |
| 4        | Ів Жиро-Кабанту | 3    |
| 5        | Луї Розьє       | 2    |
| Джерело: |                 |      |

## Кваліфікація
| Місце    | №  | Пілот                 | Конструктор   | Час      | Проміжок |
| -------- | -- | --------------------- | ------------- | -------- | -------- |
| 1        | 34 | Хуан-Мануель Фанхіо   | Альфа Ромео   | 1:50.2   | –        |
| 2        | 32 | Ніно Фаріна           | Альфа Ромео   | 1:52.8   | + 2.6    |
| 3        | 2  | Хосе Фройлан Гонсалес | Мазераті      | 1:53.7   | + 3.5    |
| 4        | 14 | Філіп Етанселен       | Талбот-Лаго   | 1:54.1   | + 3.9    |
| 5        | 36 | Луїджі Фаджолі        | Альфа Ромео   | 1:54.2   | + 4.0    |
| 6        | 38 | Луїджі Віллорезі      | Феррарі       | 1:52.3   | + 2.1    |
| 7        | 40 | Альберто Аскарі       | Феррарі       | 1:53.8   | + 3.6    |
| 8        | 48 | Луї Широн             | Мазераті      | 1:56.3   | + 6.1    |
| 9        | 42 | Раймон Зоммер         | Феррарі       | 1:56.6   | + 6.4    |
| 10       | 16 | Луї Розьє             | Талбот-Лаго   | 1:57.7   | + 7.5    |
| 11       | 10 | Робер Манзон          | Simca-Gordini | 2:00.4   | + 10.2   |
| 12       | 52 | Туло де Граффенрід    | Мазераті      | 2:00.7   | + 10.5   |
| 13       | 12 | Моріс Трентін'ян      | Simca-Gordini | 2:01.4   | + 11.2   |
| 14       | 24 | Кат Гаррісон          | ERA           | 2:01.6   | + 11.4   |
| 15       | 50 | Принц Біра            | Мазераті      | 2:02.2   | + 12.0   |
| 16       | 26 | Боб Джерард           | ERA           | 2:03.4   | + 13.2   |
| 17       | 44 | Франко Роль           | Мазераті      | 2:04.5   | + 14.3   |
| 18       | 4  | Альфредо Піан         | Мазераті      | Без часу | –        |
| 19       | 6  | Джонні Клез           | Талбот-Лаго   | 2:12.0   | + 21.8   |
| 20       | 8  | Гаррі Шелл            | Cooper-J.A.P. | Без часу | –        |
| 21       | 28 | Пітер Вайтгед         | Феррарі       | Без часу | –        |
| НПР      | 18 | Шарль Поцці           | Талбот-Лаго   | –        | –        |
| НПР      | 20 | Ів Жиро-Кабанту       | Талбот-Лаго   | –        | –        |
| НПР      | 22 | П'єр Левег            | Талбот-Лаго   | –        | –        |
| НПР      | 46 | Клементе Біондетті    | Мазераті      | –        | –        |
| Джерело: |    |                       |               |          |          |

## Хід перегонів

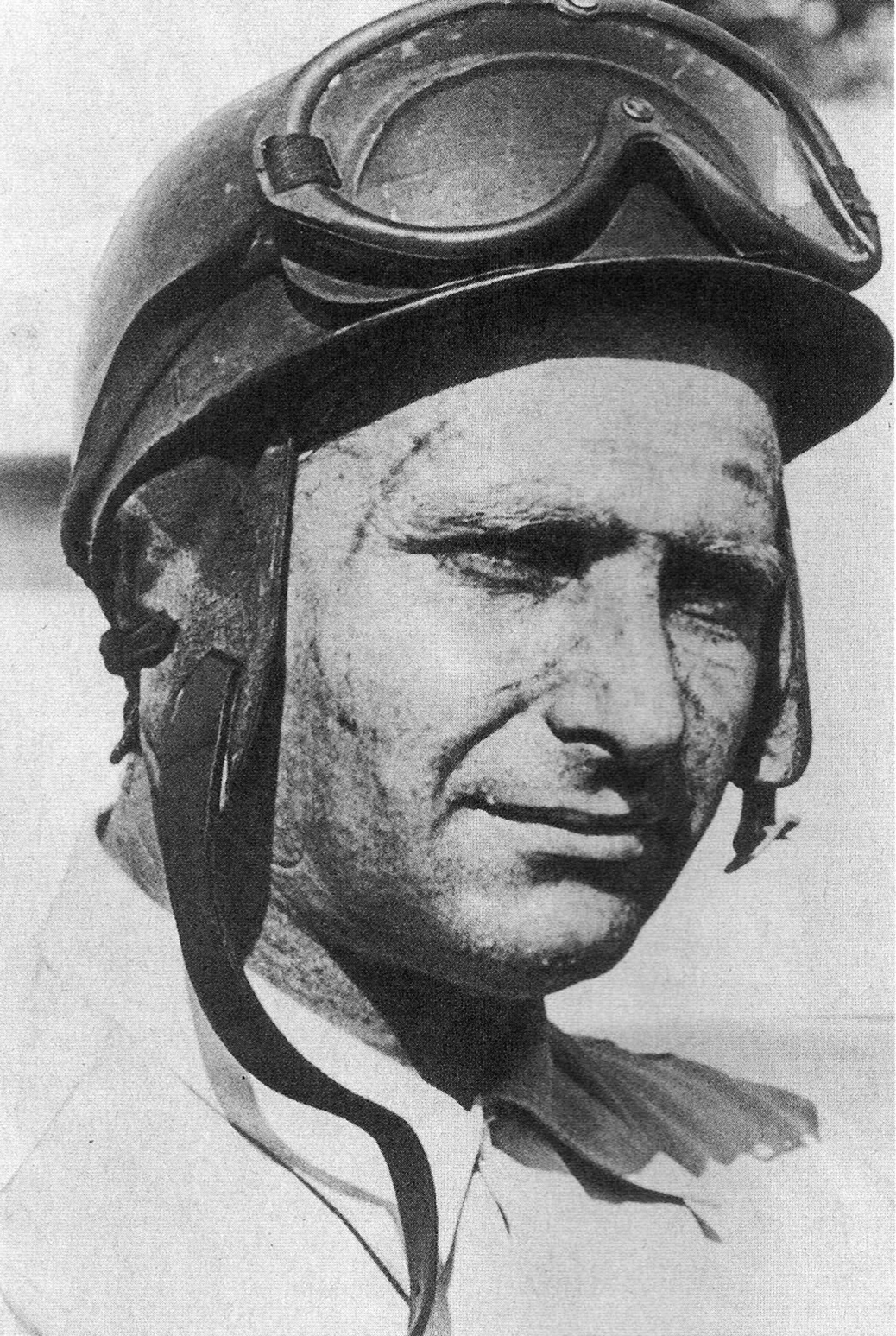
Хуан-Мануель Фанхіо посів перше місце

У неділю було вітряно, через що морські бризки потрапили на покриття траси у повороті «Бюро де Табак». На першому колі в цьому місці занесло болід Ніно Фаріни, що йшов другим, і він зіштовхнувся з автомобілем Хосе Фройлана Гонсалеса. Фаджолі пригальмував, Луї Розьє також встиг зупинитися, проте його зачепив Робер Манзон, штовхнувши на автівку Фаджолі. Всього до масової аварії потрапило дев'ять машин. Гонсалес, чий болід взяв участь в аварії, не помітив, що кришка паливного бака пошкоджена, і продовжив їхати. Однак при першому ж гальмуванні паливо залило кабіну та спалахнуло. Глядачі допомогли пілоту, що вискочив з машини, зняти його палаючу сорочку. Хуан-Мануель Фанхіо стартував першим і дізнався про інцидент лише пройшовши коло. Доїхавши до місця події, він побачив, що шлях перекрито, скрізь розлито паливо, а працівники траси відчайдушно намагаються відсунути постраждалі боліди убік. Вийшовши, Фанхіо трохи посунув одну із зламаних машин, та, звільнивши шлях, продовжив їхати. Луїджі Віллорезі, який також зміг уникнути завалу, вибрав невдалий шлях, і, оминаючи пошкоджені боліди, втратив багато часу. До того ж двигун його автомобіля заглох і, продовживши брати участь у перегонах, він опинився у числі останніх. Увійшовши до очкової зони, пілот отримав шанс потрапити на подіум, проте після 63 кіл на його автівці зламався задній міст, і Віллорезі зійшов. До фінішу дісталися семеро гонщиків. Хуан-Мануель Фанхіо, який був лідером у гонці від першого до останнього кола, здобув свою першу перемогу у чемпіонаті Формули-1. Другим та третім стали Альберто Аскарі та Луї Широн. Очки також заробили Раймон Зоммер та Принц Біра.

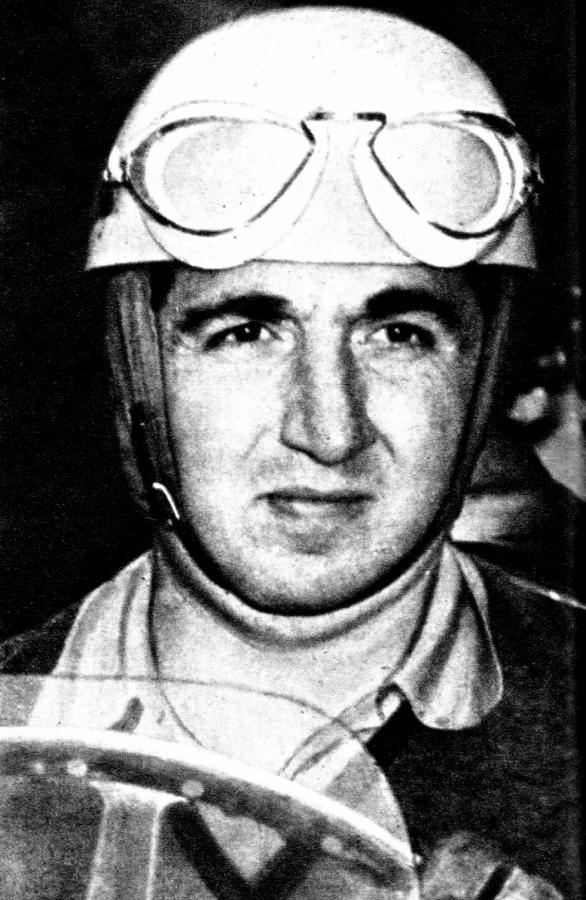
Альберто Аскарі посів друге місце

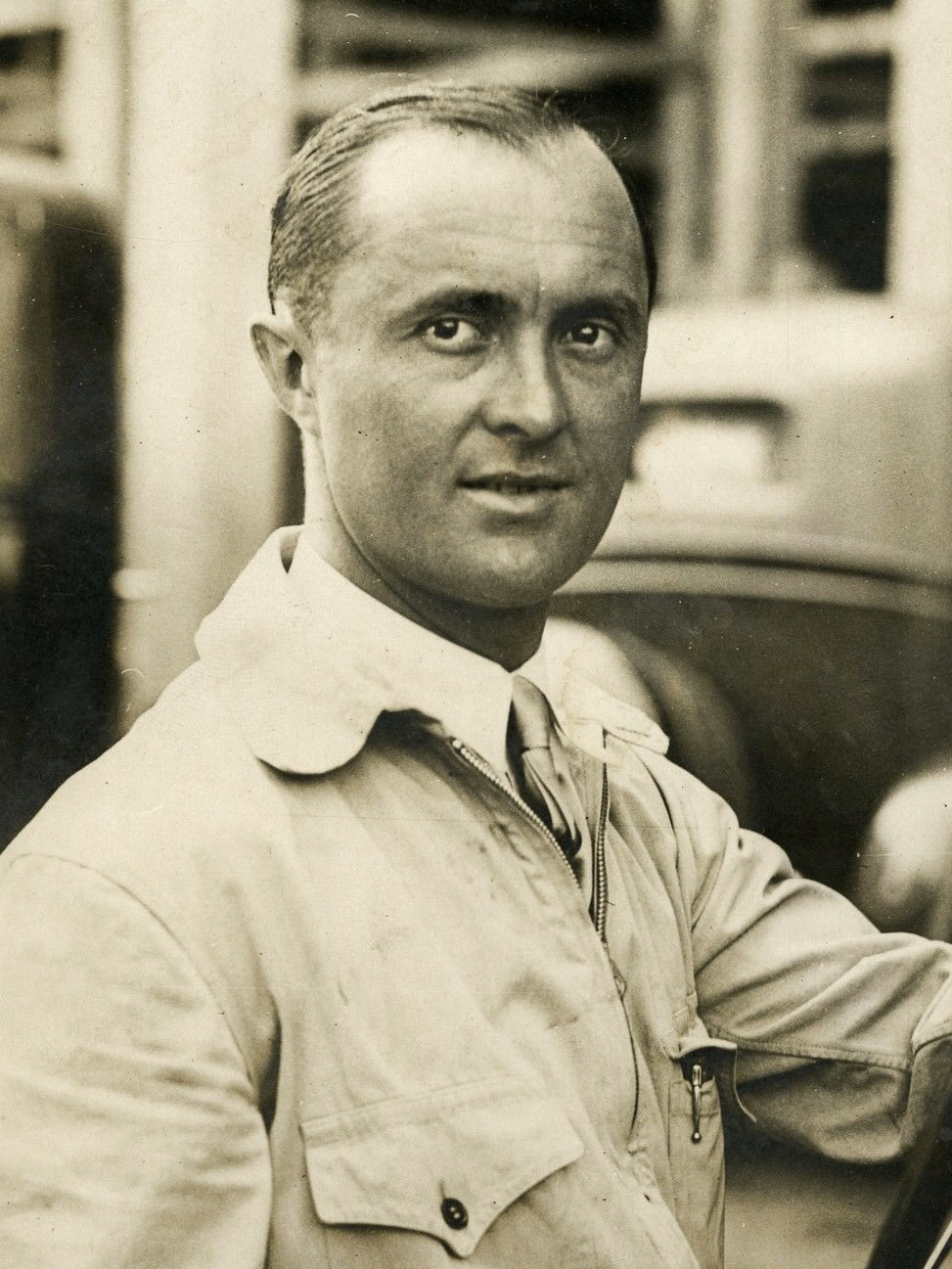
Луї Широн посів третє місце

## Гонка
| Місце    | №  | Пілот                 | Конструктор   | Кола | Час/причина сходу              | Старт | Очки |
| -------- | -- | --------------------- | ------------- | ---- | ------------------------------ | ----- | ---- |
| 1        | 34 | Хуан-Мануель Фанхіо   | Альфа Ромео   | 100  | 3:13:18.7                      | 1     | 9    |
| 2        | 40 | Альберто Аскарі       | Феррарі       | 99   | + 1 коло                       | 7     | 6    |
| 3        | 48 | Луї Широн             | Мазераті      | 98   | + 2 кола                       | 8     | 4    |
| 4        | 42 | Раймон Зоммер         | Феррарі       | 97   | + 3 кола                       | 9     | 3    |
| 5        | 50 | Принц Біра            | Мазераті      | 95   | + 5 кіл                        | 15    | 2    |
| 6        | 26 | Боб Джерард           | ERA           | 94   | + 6 кіл                        | 16    |      |
| 7        | 6  | Джонні Клез           | Талбот-Лаго   | 94   | + 6 кіл                        | 19    |      |
| Схід     | 38 | Луїджі Віллорезі      | Феррарі       | 63   | Трансмісія, задній міст        | 6     |      |
| Схід     | 14 | Філіп Етанселен       | Талбот-Лаго   | 36   | Маслопровід                    | 4     |      |
| Схід     | 2  | Хосе Фройлан Гонсалес | Мазераті      | 1    | Аварія                         | 3     |      |
| Схід     | 32 | Ніно Фаріна           | Альфа Ромео   | 0    | Аварія                         | 2     |      |
| Схід     | 36 | Луїджі Фаджолі        | Альфа Ромео   | 0    | Аварія                         | 5     |      |
| Схід     | 16 | Луї Розьє             | Талбот-Лаго   | 0    | Аварія                         | 10    |      |
| Схід     | 10 | Робер Манзон          | Simca-Gordini | 0    | Аварія                         | 11    |      |
| Схід     | 52 | Туло де Граффенрід    | Мазераті      | 0    | Аварія                         | 12    |      |
| Схід     | 12 | Моріс Трентін'ян      | Simca-Gordini | 0    | Аварія                         | 13    |      |
| Схід     | 24 | Кат Гаррісон          | ERA           | 0    | Аварія                         | 14    |      |
| Схід     | 44 | Франко Роль           | Мазераті      | 0    | Аварія                         | 17    |      |
| Схід     | 8  | Гаррі Шелл            | Cooper-J.A.P. | 0    | Зіткнення                      | 20    |      |
| НПР      | 28 | Пітер Вайтгед         | Феррарі       |      | Двигун                         | 21    |      |
| НПР      | 4  | Альфредо Піан         | Мазераті      |      | Аварія під час вільних заїздів | 18    |      |
| Джерело: |    |                       |               |      |                                |       |      |

## Кола лідирування
- 1—100 — Хуан-Мануель Фанхіо

## Після гран-прі
Хуан-Мануель Фанхіо провів три дні, доглядаючи постраждалих під час гонки Хосе Фройлана Гонсалеса та Альфредо Піана. Гонсалес отримав опіки під час пожежі, а Альфредо Піан зламав ногу під час кваліфікації.
Насамперед, аргентинець відвіз Піана в ортопедичну лікарню в Болоньї, а згодом повернувся до Монако та відвіз Гонсалеса до опікового центру в Італії.

## Положення в чемпіонаті після гонки
| Особистий залік \| Поз \| Пілот \| Очки \| \| --- \| ------------------- \| ---- \| \| 1 \| Ніно Фаріна \| 9 \| \| 2 \| Хуан-Мануель Фанхіо \| 9 \| \| 3 \| Луїджи Фаджолі \| 6 \| \| 4 \| Альберто Аскарі \| 6 \| \| 5 \| Редж Парнелл \| 4 \| |                     |      |
| Поз | Пілот               | Очки |
| 1 | Ніно Фаріна         | 9    |
| 2 | Хуан-Мануель Фанхіо | 9    |
| 3 | Луїджи Фаджолі      | 6    |
| 4 | Альберто Аскарі     | 6    |
| 5 | Редж Парнелл        | 4    |

- Примітка: Тільки 5 позицій включені в обидві таблиці. До заліку йшли чотири найкращі результати кожного пілота.
- Кубок конструкторів тоді ще не було впроваджено.

## Цікаві факти
- Хуан-Мануель Фанхіо, переможець гонки, показав найшвидше коло та був попереду протягом усієї гонки, таким чином здобувши перший Великий шлем в історії Формули-1.
- Цей подіум та очки Луї Широна залишалися єдиними для монегасків до Гран-прі Азербайджану 2018, під час якого Шарль Леклер посів 6-те місце.
- Принц Біра став першим тайцем, який заробив очки у Формулі-1. Протягом наступних п'яти років він ще двічі посідав четверте місце.